# Инажа (Парана)
Инажа (порт. Inajá) — муниципалитет в Бразилии, входит в штат Парана. Составная часть мезорегиона Северо-запад штата Парана. Входит в экономико-статистический микрорегион Паранаваи. Население составляет 3117 человек на 2006 год. Занимает площадь 194,705 км². Плотность населения — 16,0 чел./км².

## Статистика
- Валовой внутренний продукт на 2003 год составляет 16 876 214,00 реалов (данные: Бразильский институт географии и статистики).
- Валовой внутренний продукт на душу населения на 2003 год составляет 5580,76 реалов (данные: Бразильский институт географии и статистики).
- Индекс развития человеческого потенциала на 2000 год составляет 0,722 (данные: Программа развития ООН).